# (1397) Umtata
(1397) Umtata es un asteroide que forma parte del cinturón de asteroides y fue descubierto por Cyril V. Jackson el 9 de agosto de 1936 desde el observatorio Union de Johannesburgo, República Sudaficana.

## Designación y nombre
Umtata recibió inicialmente la designación de 1936 PG.
Posteriormente se nombró por la localidad sudafricana de Umtata.

## Características orbitales
Umtata orbita a una distancia media del Sol de 2,681 ua, pudiendo alejarse hasta 3,363 ua. Su inclinación orbital es 3,511° y la excentricidad 0,2546. Emplea en completar una órbita alrededor del Sol 1603 días.